# خوليو روش
خوليو روش هو لاعب كرة قدم برازيلي في مركز الوسط، ولد في 22 يونيو 1997. لعب مع نادي كوريتيبا.

## وصلات خارجية
- خوليو روش على موقع قاعدة بيانات كرة القدم.إي يو (الإنجليزية)
- خوليو روش على موقع Soccerway.com (الإنجليزية)